# جوزيف أمواه (عداء)
جوزيف أمواه (مواليد 12 يناير 1997) هو عداء غاني متخصص في سباقات 100 متر و200 متر.